# Vasco Gonçalves
Vasco dos Santos Gonçalves (Lisbona, 3 maggio 1921 – Almancil, 11 giugno 2005) è stato un politico e generale portoghese, primo ministro dal 18 luglio 1974 al 19 settembre 1975.

## Primo ministro
Generale del genio militare, Gonçalves era uno dei maggiori esponenti della corrente di sinistra del Movimento das Forças Armadas, cioè dei militari progressisti che si schieravano a favore del programma politico del Partito Comunista Portoghese e del suo leader Álvaro Cunhal. Fu nominato Primo Ministro il 18 luglio 1974 dal Presidente della Repubblica António de Spínola, in sostituzione di Adelino da Palma Carlos. 
Durante il governo di Vasco Gonçalves vennero attuate la riforma agraria e le grandi nazionalizzazioni delle industrie, che lo resero ostile ai democristiani di Josè Pinheiro de Azevedo ed agli anticomunisti di Antonio de Spinola. Quest'ultimo tenterà un Colpo di Stato ai danni del governo di Gonçalves l'11 marzo 1975; il tentativo fallì e Spinola andò in esilio. Ciò rafforzò il potere di Gonçalves, che venne inserito in un triumvirato di comando del Movimento das Forças Armadas assieme al Presidente della Repubblica Francisco da Costa Gomes ed al Comandante delle Forze Terrestri Otelo de Carvalho; questo triumvirato apparirà sulla copertina della rivista statunitense Time con il nome di "Troika rossa portoghese" ( chiamata così per la tendenza a Sinistra dei suoi membri).
Nel settembre 1975 le instabilità politiche ed il malcontento della Destra porteranno alla sostituzione di Gonçalves con il moderato Josè Pinheiro de Azevedo, che verrà posto a capo del Governo. A seguito del fallito colpo di stato del 25 novembre 1975, in seno al Movimento das Forças Armadas assunsero il predominio le correnti moderate e Gonçalves perse definitivamente la sua influenza politica.